# Слупчане
Слупчане (мкд. Слупчане) је насеље у Северној Македонији, у северном делу државе. Слупчане припада општини Липково.

## Географија
Слупчане је смештено у северном делу Северне Македоније. Од најближег већег града, Куманова, насеље је удаљено 12 km западно.
Насеље Слупчане је у западном делу историјске области Жеглигово. Насеље је положено у источном подножју Скопске Црне Горе, док се ка истоку пружа поље. Надморска висина насеља је приближно 410 метара.
Месна клима је континентална.

## Историја
У месту је фебруара 1896. године било 30 српских кућа.

## Становништво
Слупчане је према последњем попису из 2002. године имало 3.789 становника.
Претежно становништво у насељу су Албанци (99%).
Већинска вероисповест је ислам.